# Kózó Okamoto
Kózó Okamoto (japonsky 岡本 公三 Okamoto Kózó; * 7. prosince 1947) je bývalý japonský terorista a člen Japonské rudé armády (JRA), který se v květnu 1972 podílel jako jeden ze tří útočníků na masakru na letišti Lod, při kterém spolu se dvěma krajany zabil 26 civilistů a dalších až 80 zranil. Po útoku byl odsouzen k trojnásobnému doživotnímu trestu odnětí svobody, ale nakonec se po třinácti letech dočkal propuštění v rámci výměny vězňů.

## Biografie
Narodil se v jihozápadním Japonsku do početné rodiny jako nejmladší ze šesti dětí. Otec byl učitel na základní škole a matka sociální pracovnice. Dětství měl normální a šťastné. Po studiu na uznávané střední škole v Kagošimě se nedostal na Kjótskou univerzitu, a tak studoval na zemědělské fakultě Kagošimské univerzity. Během studijních let nebyl politicky aktivní, avšak angažoval se ve studentském a mírovém hnutí. Počátkem roku 1970 jej starší bratr Takeši uvedl do nově vzniklé Japonské rudé armády. V březnu téhož roku Takeši s osmi dalšími členy této komunistické skupiny unesli vnitrostátní let společnosti Japan Airlines číslo 351 a odletěli s ním do Severní Koreje.

### Masakr na letišti Lod
Koncem února 1972 odcestoval do Libanonu, kde podstoupil sedmitýdenní teroristický výcvik pod vedením Lidové fronty pro osvobození Palestiny (LFOP) v Baalbeku na východě země. Dne 30. května spolu se dvěma japonskými krajany z JRA (Cujoši Okudairou a Jasujuki Jasudou) provedl v zastoupení LFOP masakr na letišti Lod. Pod falešnými pasy tehdy odletěli z Paříže přes Řím do Tel Avivu na tamní mezinárodní letiště v Lodu (dnešní Ben Gurionovo mezinárodní letiště). Po příletu si vyzvedli svá zavazadla – pouzdra na housle – v nichž měli ukryté zbraně (československé samopaly vzor 58 a ruční granáty). Následně se přemístili do čekárny v letištní hale, kde zahájili nekoordinovanou palbu na všechny osoby v blízkosti. Když jim došla munice, začali mezi cestující házet ruční granáty. Jasuda a Okudaira při útoku zemřeli, těžce raněný Okamoto byl chycen, když se pokusil z letiště utéct. Při útoku celkem zahynulo 26 civilistů a dalších 74 až 80 jich bylo zraněno.
Okamoto stanul 10. července 1972 před zvláštním vojenským soudem. Soudní proces trval týden a obžalovaný během něj sabotoval snahu svých právních zástupců a požadoval pro sebe trest smrti. Před soudem neprojevil žádné výčitky svědomí a mimo jiné řekl, že útok byl jeho povinností, a že za něj přebírá plnou zodpovědnost. Dne 17. července 1972 byl Kózó Okamoto předsedajícím soudcem podplukovníkem Abrahamem Frischem odsouzen k trojnásobnému doživotnímu trestu odnětí svobody, rozšířenému o dalších deset let odnětí svobody.
V následujících letech bylo při únosech palestinskými skupinami opakovaně požadováno Okamotovo propuštění. Stalo se tak například v září 1972 při zajetí izraelských sportovců na olympiádě v Mnichově, červenci 1973 při únosu letu společnosti Japanese Air Lines, květnu 1974 při zajetí školáků v Ma'alotu nebo v červenci 1976 při únosu letu společnosti Air France do ugandského Entebbe.

### Propuštění a život vLibanonu
Okamoto byl držen po většinu svého trestu na samovazbě a v roce 1985 byl pro zhoršení jeho duševního zdraví přemístěn na společnou celu. Již v květnu téhož roku však byl po třinácti letech odnětí svobody propuštěn v rámci tzv. Džibrílské dohody spolu s 1150 vězni výměnou za 3 izraelské vojáky zajaté během první libanonské války. Po propuštění odjel do Libye, kde byl 20. května přivítán jako hrdina. Následně koncem 80. let přesídlil do Libanonu, kde žil na východě země v údolí Bikáa. Jelikož ale do země vstoupil pod falešným pasem, tedy nelegálně, byl v roce 1997 zatčen spolu se čtyřmi dalšími členy Japonské rudé armády a odsouzen ke tříletému trestu odnětí svobody (podle jiného zdroje byl zatčen, protože trénoval příslušníky LFOP – Hlavního velení). V roce 2000 požádalo Japonsko, s ohledem na blížící se propuštění pětice Japonců, o jejich extradici kvůli trestnímu stíhání. Ti v Libanonu požádali o azyl a tři z nich, včetně Okamoty, konvertovali pět dní před vypršením trestu k islámu. Za to, aby mu byl udělen azyl, v ulicích Bejrútu demonstrovali mladí Libanonci, kteří uspořádali petici, pod níž se podepsalo na 20 tisíc lidí. Okamoto nakonec jako jediný získal status politického uprchlíka, podle libanonských úřadů kvůli „utrpení, které snášel v izraelských věznicích“. Od té doby údajně žije v Bejrútu, kde má vést poklidný život.